# ミオヤイロフタオシジミ
ミオヤイロフタオシジミ （Paruparo mio） は、チョウ目（鱗翅目）アゲハチョウ上科シジミチョウ科に分類されるチョウの一種。フィリピン固有種。ヤイロフタオシジミ属は主としてフィリピン諸島に分布していてフィリピンでは7種が知られるが、メスの個体が確認されていない種が5種ある。本種は少数の個体が採集されたのみで、ここ30数年記録がないので絶滅が危惧される。属名のParuparo はフィリピンの公用語・タガログ語で「蝶」を意味する。

## 分布
ミンダナオに産する。現在までの知見ではミンダナオ島北東部のスリガオでのみ採集記録がある。

## 形態
前翅長は16-17mm。ヤイロフタオシジミ属のオスの翅裏の色彩は赤色や橙色を中心に変化に富んでいる上に翅表は青、緑、紫色と様々で、これによって和名にヤイロが使われていると思われるが、本種の翅裏の色彩はとても地味である。

## 生態
採集データでは、ほとんどの個体が5月に採集されていて、一部に6月と12月に採集記録があるが、今のところ年2化性とは判断し難い。

種名の語源：筆頭命名者の長女　林美緒に因む。